# Comuna Gevgelija
Comuna Gevgelija (macedoneană Општина Гевгелија) este o unitate administrativă localizată în partea de sud-est a Republicii Macedonia. Cuprinde un număr de 16 localități.  Reședința sa este orașul Gevgelija. Se întinde pe o suprafață de 485 km 2.

## Date demografice
Conform datelor oficiale, la recensământul din 2002 s-a înregistrat un număr de 22.988 locuitori dintre care:
- Macedoneni 22.258 (96.8%)
- Sârbi 367 (1.6%)
- Vlahi 214 (0.9%)
- Alte etnii: 0,7%

## Localități componente
| Localitatea | Populația (2002) |
| ----------- | ---------------- |
| Bogorodica  | 1.001            |
| Gevgelija   | 15.685           |
| Kovanci     | 177              |
| Konsko      | 4                |
| Moin        | 317              |
| Mrzenci     | 461              |
| Negorci     | 2.047            |
| Novo Kowsko | 136              |
| Prdejci     | 514              |
| Sermenin    | 8                |
| Huma        | 2                |

* cu bold localitățile urbane 